# Wildstein-Kaserne
Die Wildstein-Kaserne in Traben-Trarbach (Rheinland-Pfalz) war eine Liegenschaft der Bundeswehr, in der die Fernmeldehauptkommandantur, Deutsche NALLA, und Teile des Amtes für Wehrgeophysik untergebracht waren.

## Lage
Die Kaserne liegt etwa zwei Kilometer südlich des Zentrums von Traben-Trarbach im Tal des Kautenbachs an der Wildbadstraße zum Ort Kautenbach. Etwa vier Kilometer nördlich auf dem Mont Royal befand sich die Kaserne Mont Royal, eine weitere Liegenschaft der Bundeswehr.

## Geschichte
Die Kaserne geht auf das Haus Wildstein zurück, welches in den Jahren 1912/13 im Jugendstil als Handwerker-Erholungsheim gebaut wurde. Im Ersten Weltkrieg diente es als Reservelazarett. In der Weimarer Republik wurde es wieder als Handwerker-Erholungsheim genutzt und später, im Dritten Reich als Beamten-Erholungsheim und als Gauschule. Im Zweiten Weltkrieg wurde es erneut als Lazarett genutzt und nach dem Krieg von den französischen Streitkräften beschlagnahmt. Seit Ende der 1950er Jahre bis in die 1980er Jahre war das Haus Sitz der Fernmeldehauptkommandantur der Bundeswehr. 2001 wurde ein Teil der Liegenschaft für 200.000 Deutsche Mark versteigert. 2006 erfolgte der Verkauf der knapp einen Hektar großen Restliegenschaft. Dort befand sich ein Kasernen-, ein Kantinen- und ein Heizungsgebäude sowie eine Kfz-Halle.

## Liegenschaft
Die Liegenschaft umfasste den Altbau Haus Wildstein und einen neuen Teil mit einem Kasernen-, einem Kantinen- und einem Heizungsgebäude sowie eine Kfz-Halle.

## Dienststellen
Folgende Dienststellen waren in der Kaserne stationiert:
- Teile Amt für Wehrgeophysik (1975–2003; Verlegung aus Köln)
- Fernmeldehauptkommandantur (1959–1986; Deutsche NALLA (National Long Lines Agency))
- Festes Fernmeldezentrum der Bundeswehr 431/201 (1. April 1987 – 31. Dezember 1994)
- Luftwaffensanitätstrupp 1 Amt Wehrgeophysik (1. Dezember 1971 – 31. März 2002)
- Luftwaffensicherungsstaffel 51100 (Geräteeinheit) (1. Oktober 1982 – 30. September 2006)